# 高克薩烏帕齊拉
高克薩乌帕齐拉是孟加拉国庫什蒂亞縣的一个乌帕齐拉，位於庫爾納专区的庫什蒂亞縣。。

## 人口
據1991年孟加拉國人口普查，高克薩共有戶數16,424戶，人口93371人。其中男性佔比51.65%，女性佔比48.35%；成年人口47,024人。該地7歲以上人口之平均識字率為25.2%。